# Distretto di Tagawa
Il distretto di Tagawa (田川郡, Tagawa-gun?) è uno dei distretti della prefettura di Fukuoka, in Giappone.
Attualmente fanno parte del distretto i comuni di Aka, Fukuchi, Itoda, Kawara, Kawasaki, Ōtō e Soeda.